# Rationalist International

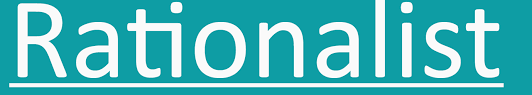
Logo.

Rationalist International ou Racionalismo Internacional é uma organização internacional, fundada em 1995 durante a  Primeira Conferência Internacional Racionalista, em Nova Déli. Seu principal objetivo é defender idéias racionalistas, oferecendo uma visão racional do mundo, apresentando a razão e o ceticismo como ferramentas para formação de opiniões.